# Каспар Каппароні
Гаспаре «Каспар» Каппароні (італ. Gaspare «Kaspar» Capparoni; * 1 серпня 1964, Рим, Італія) — італійський актор.

## Біографія

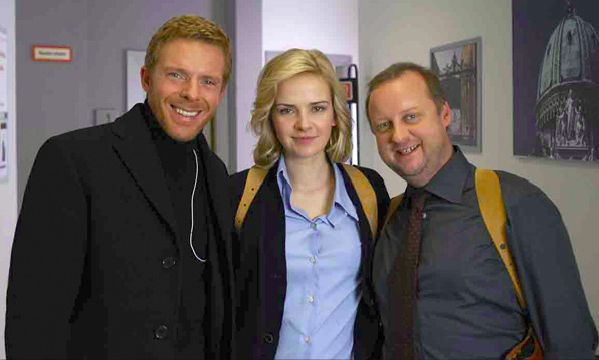
Каспар Каппароні, Denise Zich та Мартин Вайнек

Став театральним актором у віці 18 років. 1984 р. Знявся у фільмі «Феномени» («Phenomena») режисера Даріо Ардженто. Брав участь у багатьох відомих фільмах, наприклад:
- Colpi di luce (1985), режисер Енцо Г. Кастелларі (Enzo G. Castellari)
- Gialloparma (1999), режисер Альберто Бевіляква (Alberto Bevilacqua)
- Encantado (2002), режисер Corrado Colombo
- Il Ritorno del Monnezza (2005), режисер Carlo Vanzina
- Two Families (2007)
- Sole nero (2007).

2007 виконав головну роль у міні-серіалі «Пані детектив» (Donna Detective), режисер Чінція Торріні, наступного року — в серіалі Комісар Рекс, режисер Марко Серафіні (Marco Serafini), а також в серіалі Capri 2, режисери Андреа Бардзіні (Andrea Barzini) та Джорджо Мольтені (Giorgio Molteni).

## Перелік ролей

### Кіно
- Phenomena (1984), режисер Даріо Ардженто
- Colpi di luce (1985), режисер Енцо Г. Кастелларі
- Gialloparma (1999), режисер Альберто Бевілаква
- Encantado (2002), режисер Коррадо Коломбо
- Il ritorno del Monnezza (2005), режисер Карло Вандзіна
- Two families (2007), режисер Барбара Волес та Томас Р. Вулф
- Il sole nero (2007), режисер Кшиштоф Занусі

### Телебачення
- Addio e ritorno (1995), режисер Rodoldo Roberti — TV Movie
- Tequila e Bonetti (2000), режисер Bruno Nappi e Christian I. Nyby II — Episodio: Cuore rapito — Serie TV
- La casa delle beffe (2000), режисер Pier Francesco Pingitore — Miniserie TV
- Ricominciare (2000—2001), various directors — Soap opera
- Piccolo mondo antico (2001), режисер Cinzia TH Torrini — TV Series
- Incantesimo 4 (2001), режисер Alessandro Cane e Leandro Castellani — TV Series
- Elisa di Rivombrosa (2003), режисер Cinzia TH Torrini — TV series
- La caccia (2005), режисер Massimo Spano — Miniserie TV
- Provaci ancora Prof (2005), режисер Rossella Izzo — Episode: La mia compagna di banco — Miniserie TV
- Capri (2006), режисер Francesco Marra and Enrico Oldoini — Serie TV
- Donna Detective (2007), режисер Cinzia TH Torrini — Miniserie TV
- Rex (2008), режисер Marco Serafini — Miniserie TV
- Capri 2 (2008), режисер Andrea Barzini and Giorgio Molteni — Serie TV
- Il giudice Mastrangelo 3 (2009), режисер Enrico Oldoini — Fiction tv